# According to Jim (album)
| Recensione | Giudizio |
| ---------- | -------- |
| AllMusic   |          |

According to Jim è un album in studio della blues band statunitense Jim Belushi & the Sacred Hearts, pubblicato nel 2005. È la colonna sonora della serie televisiva La vita secondo Jim, il cui protagonista è interpretato proprio da Belushi.

## Tracce
1. Sweet Home Chicago – 3:28 (Jim Belushi, Glen Clark, Robert Johnson)
2. Cadillac Man – 2:35 (Jim Belushi, Glen Clark)
3. Say I Do – 2:54 (Jim Belushi, Glen Clark, Jana Hunter)
4. Have Love Will Travel – 3:25 (Jim Belushi, Richard Berry, Glen Clark)
5. Three Hundred Pounds of Joy – 4:07 (Jim Belushi, Glen Clark, Willie Dixon)
6. Jimmie's Theme – 3:42 (Jim Belushi, Glen Clark)
7. Angel – 3:11 (Jim Belushi, Glen Clark)
8. Mellow Down Easy – 3:11 (Jim Belushi, Glen Clark, Willie Dixon)
9. Girl Watcher – 3:21 (Jim Belushi, Glen Clark, Wayne Pittman)
10. Almost – 2:44 (Jim Belushi, Glen Clark, Don Walsh)
11. Bless My Soul – 2:43 (Jim Belushi, Glen Clark)
12. Mambo Miami – 3:40 (Jim Belushi, Glen Clark)
13. Viva Las Vegas – 3:52 (Jim Belushi, Glen Clark, Mort Shuman)
14. All She Wants to Do Is Rock – 2:43 (Jim Belushi, Glen Clark, Wynonie Harris)

## Formazione
- Jim Belushi - voce
- Tony Braunagel - batteria, cori
- Freddie Brooks - armonica a bocca
- Lenny Castro - percussioni
- Glen Clark - organo, pianoforte, cori
- Julie Delgado - cori
- J.J. Holiday - chitarra
- Darrell Leonard - tromba
- Larry Lerma - basso
- Officer Danny Michaelski - voce
- John Rubino - cori
- Johnny Lee Schell - chitarra
- Joseph M. Sublet - sassofono
- Tasha Taylor - cori
- Jimmie Wood - armonica a bocca, cori